# HaliOtika

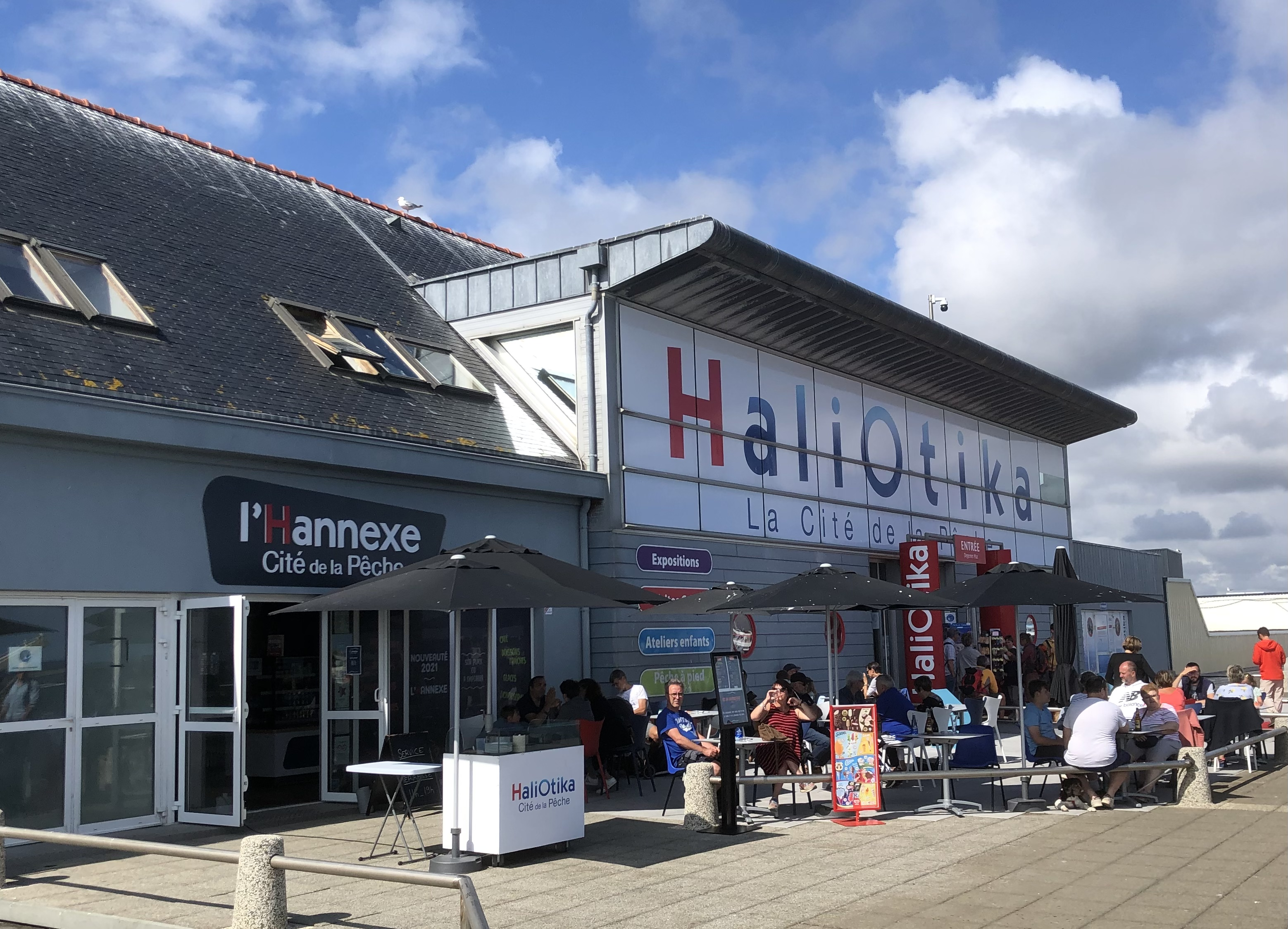
HaliOtika, 2022

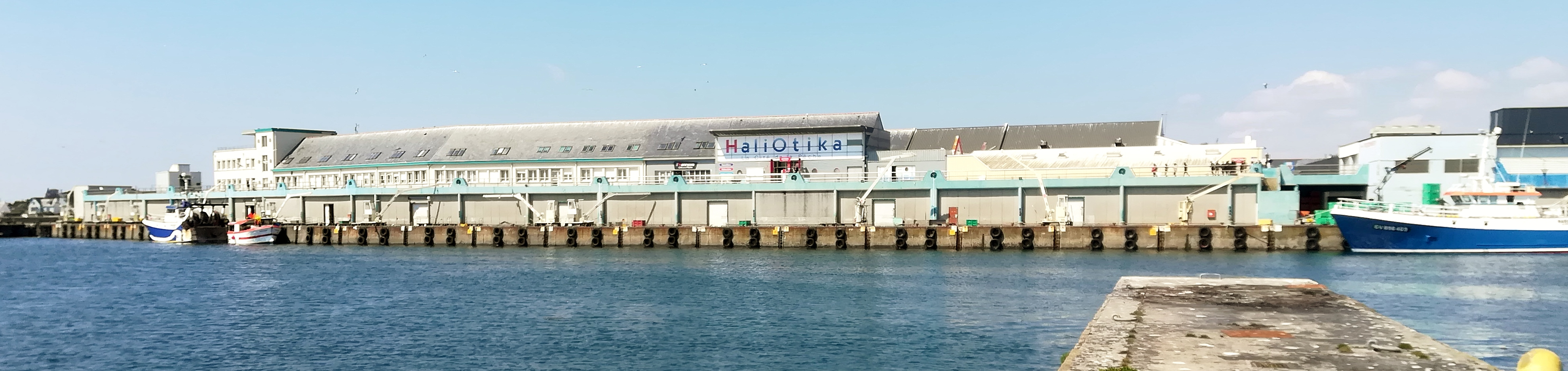
Blick von der gegenüber liegenden Seite des Hafens

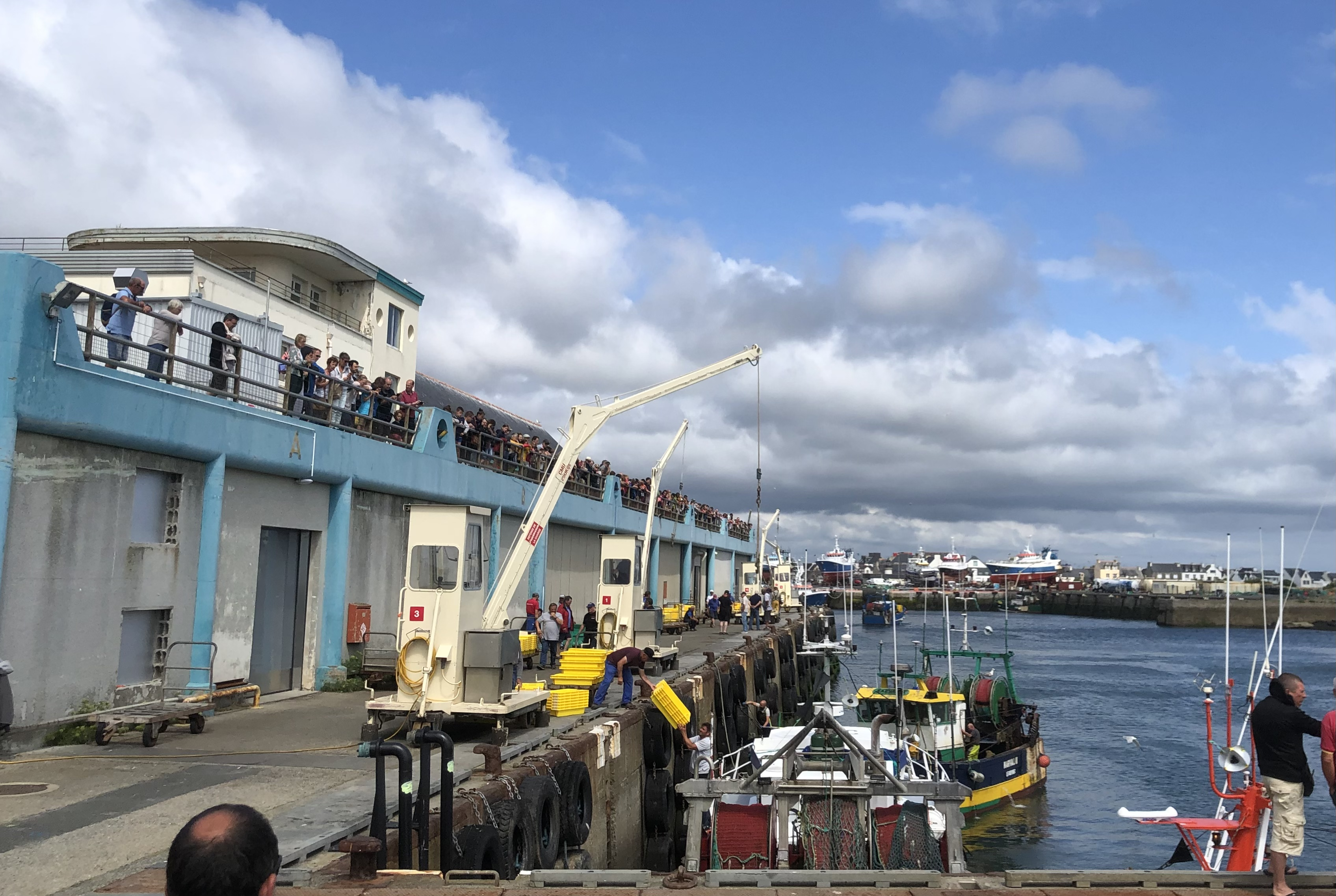
Ankunft von Fischerbooten und Zuschauer auf der Terrasse

HaliOtika ist eine mit einem Fischereizentrum kombinierte Ausstellung zur Hochseefischerei in Guilvinec in der Bretagne in Frankreich.

## Lage
Das Fischereizentrum nebst Museum befindet sich auf der Nordseite des Hafens Guilvinec, südlich des Ortszentrums.

## Geschichte
HaliOtika wurde am 7. April 2000 eröffnet. Anders als andere Fischereimuseen ist das Zentrum auf die aktuelle Fischerei und Fischereiwirtschaft ausgerichtet. Mit dem Zentrum sollten die im Hafen vorhandenen Aktivitäten touristisch vermarktbar gebündelt werden. Die für die Fischerei problematischen unorganisierten Besucherströme in den Arbeitsbereichen des Hafens sollten so zugleich auch kanalisiert werden. Der Bau kostete 7,5 Millionen Französische Franc, die zur Hälfte durch die Europäische Union, in Höhe von 1,7 Millionen Franc durch die Gemeinde Guilvinec und mit jeweils eine Million Franc durch das Département Finistère und den Regionalrat finanziert wurde. Erster Direktor war Philippe Gredat. Im Eröffnungsjahr waren 20.000 Besuche beabsichtigt, die 2001 auf über 30.000 erhöht werden sollten. Gezählt wurden 2001 in der 730 m² umfassenden Ausstellung 27.000 Besuche, was als deutlicher Erfolg bewertet wurde. Die Zahl der Besuche stieg in den Folgejahren weiter an. 2018 wurden 55.000 bezahlte Eintritte gezählt, darunter 10.000 Schulkinder. Etwa 75 % der Besucher kommen aus Frankreich. Der Anteil ausländischer Besucher, vor allem aus dem Vereinigten Königreich und Deutschland, ist gestiegen. Bis 2006 stand das Zentrum in Trägerschaft der Gemeinde, wird seit dem jedoch auch von der Wirtschaft getragen. 2014 wurde für 270.000 € eine neue Ausstellung eingerichtet. 2018 kündigte die seit 2012 amtierende Direktorin Anna Latimier weitere Investitionen in Höhe von 733.000 € an. Im Jahr 2020 wurde die Ausstellung grundlegend erneuert.

## Ausstellung und Fischauktion
Das Fischereizentrum zeigt in einer Ausstellung die Arbeitsweise und das Leben auf einem Hochseetrawler. Die verschiedenen Räume des Schiffs sind in der Ausstellung nachgebaut. Neben der Brücke werden auch Kombüse, Salon, Kojen, Duschen, Umkleideraum, Fischraum und der Maschinenraum dargestellt.
In einer weiteren Ausstellung wird der Fischfang und die Verarbeitung von der Suche nach den Fischrevieren über das Fangen bis hin zum Verkauf dargestellt. Die 800 m² umfassenden Ausstellungen sind über Audioguide in diversen Sprachen, darunter auch Deutsch, erlebbar.
In besonderer Weise ist das wochentäglich gegen 16.30 Uhr erwartete Eintreffen von Fischerbooten in die Ausstellung einbezogen. Von einer hafenseitigen Terrasse kann das Entladen der Schiffe beobachtet werden. Im Gebäude selbst befindet sich auch die Fischauktionshalle, in der der Fisch kurz nach seiner Anlandung versteigert wird. Auch hierzu besteht ein Zugang für die Besucher.
Im Umfeld des Fiischereizentrums besteht auch ein Bistro, ein Souvenirshop und ein Fischgeschäft.